# Tutsis
Els tutsis (ˈtʊtsi; kinyarwanda: tūtsī), o abatutsis, són una classe social o grup ètnic de la regió dels Grans Llacs Africans. Històricament, sovint es coneixien com a watutsis, watusis, wahuma, wahima o wahinda. Els tutsis formen un subgrup dels pobles banyarwanda i barundis, que resideixen principalment a Ruanda i Burundi, però amb poblacions significants a Uganda, la República Democràtica del Congo i Tanzània. Parlen rwanda-rundi, un grup de les llengües bantu.
Els tutsis són la segona divisió de població entre els tres grups més grans de Ruanda i Burundi; les altres dues són els hutus (més nombrosos) i els twa (més reduïts). Un escàs nombre de hema, kiga i furiirus també viuen prop dels tutsis a Ruanda. Els tutsis del nord que resideixen a Ruanda són anomenats rugurus (banyarugurus), mentre que els tutsis del sud que viuen a Burundi són coneguts com a hima; els tutsis que resideixen a Masisi als Kivu i que eren coneguts com a banyamasisis i els tutsi que habiten l'altiplà de Kivu al Congo són coneguts com a banyamulenges.

## Orígens i classificació

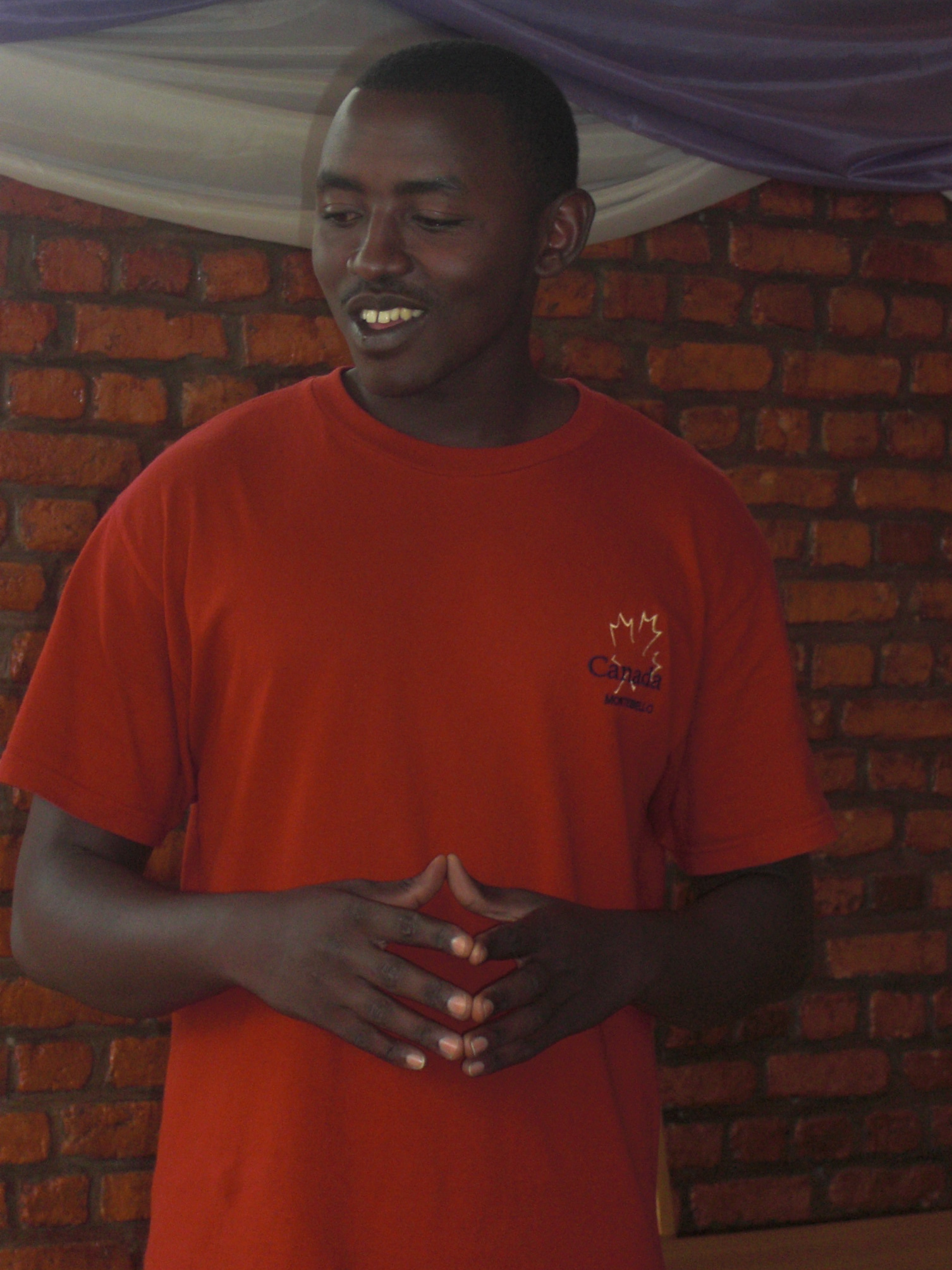
Charles, un home tutsi

Les definicions d'"hutus" i "tutsis" poden haver canviat al llarg del temps i la ubicació. Les estructures socials no eren estables en tot Ruanda, fins i tot durant els períodes colonials sota el domini de Ruanda-Urundi. L'aristocràcia tutsi o elit es distingia dels tutsis comuns, i els hutus rics sovint no podien distingir-se dels tutsis de classe alta.
Quan els colons belgues van realitzar censos, volien identificar la gent al llarg de Ruanda-Burundi d'acord amb un simple esquema de classificació. Van definir "tutsi" qui posseeix més de deu vaques (signe de riquesa) o amb la característica física d'un nas més llarg, o de coll més llarg, comunament associat als tutsis.
Els belgues creien que alguns tutsis tenien característiques facials que generalment eren atípiques d'altres pobles bantus. Van tractar d'explicar aquests suposats trets físics divergents mitjançant la postulació de la barreja amb descendència parcial d'emigrants caucàsics, que es deia que havien arribat a la regió dels Grans Llacs des de la Banya d'Àfrica i Àfrica Septentrional.
Per contra, els belgues consideraven que la majoria dels hutus eren bantus característics d'origen centreafricà.
Els tutsis han viscut a les zones on hi són des de fa 400-500 anys, fet que suposa un gran intermatrimoni entre els hutus, un poble bantu de la zona. Cal tenir en compte que els noms hutu i bantu no són el mateix. A causa de la història de barreges i matrimonis entre hutus i tutsis, els etnògrafs i els historiadors han arribat a acceptar que hutus i tutsis no poden ser considerats adequadament com a grups ètnics diferents.

## Genètica

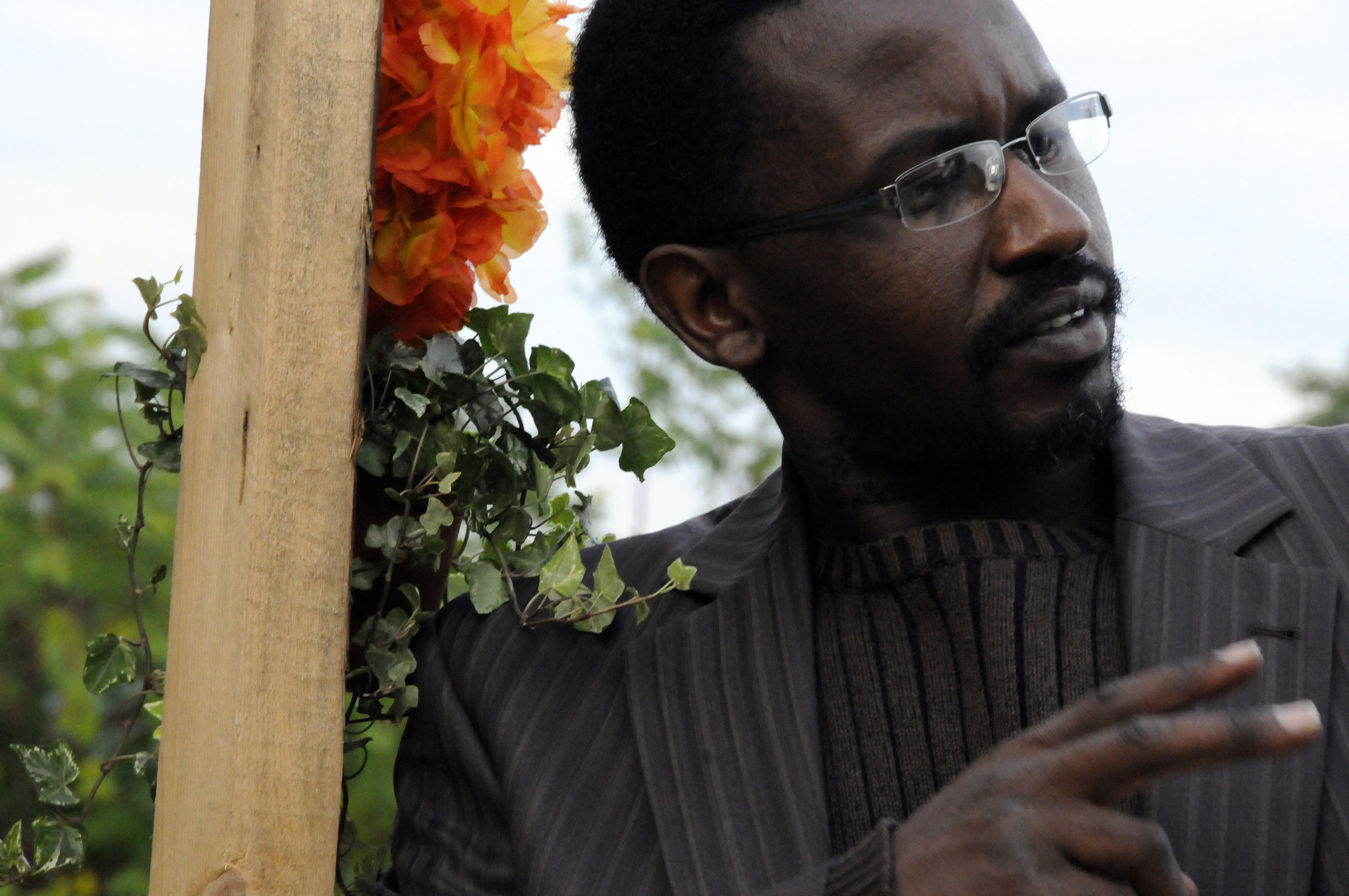
Un immigrant tutsi a Berlín

### ADN-Y (paternal)
Els estudis genètics actuals del cromosoma Y generalment indiquen que els tutsis, com els hutus, són majoritàriament d'extracció bantu (60% E1b1a, 20% B, 4% E-P2). Les influències genètiques paternes associades a la Banya d'Àfrica i Àfrica del Nord són poques (menys del 3% E1b1b), i s'atribueixen a habitants molt anteriors que havien estat assimilats. Tanmateix, els tutsis tenen més llinatges paterns de l'haplogroup B (14,94.3% B) que els hutus (4,3% B).
Trombetta et al. (2015) van trobar un 22,2% d'E1b1b en una petita mostra de tutsis de Burundi, però no hi ha portadors de l'haplogrup entre les poblacions locals hutus i twa. El subclade era de la varietat M293, la qual cosa suggereix que els ancestres dels tutsis en aquesta àrea podrien haver assimilat alguns pastors cuixítics meridionals. Es pensa que el seu marcador parental E-V1515 podria haver-se originat a la part septentrional de la Banya d'Àfrica fa de 12.000 a 14.000 anys.

### ADN autosòmic (ascendència global)
En general, els tutsis semblen compartir una genètica propera amb les poblacions bantus veïnes, particularment els hutus. Tanmateix no és clar si aquesta similitud es deu principalment als intercanvis genètics extensius entre aquestes comunitats pels matrimonis mixtos o si finalment deriva d'orígens comuns:
| « | [...]algunes generacions de flux gènic van esborrar qualsevol distinció física clara que podria haver existit entre aquests dos pobles bantus, reanomenats per l'altura, la constitució corporal, i els trets facials. Amb un espectre de variacions físiques en els pobles, les autoritats belgues legalitzaren l'afiliació ètnica en la dècada de 1920, basada en criteris econòmics. Conseqüentment, les divisions socials formals i discretes han estat imposades sobre distincions biològiques ambigües. Fins a un cert punt, la permeabilitat d'aquestes categories en les dècades següents va ajudar a cosificar les distincions biològiques i generà una elit més alta i una classe baixa més baixa, però amb poca relació amb els fons de gens que existien des de feia segles. Les categories socials són reals, doncs, però hi ha poca o gens de diferenciació genètica detectable entre hutus i tutsis. | » |

Tishkoff et al. (2009) van trobar que les seves mostres mixtes hutus i tutsis de Rwanda eren predominantment d'origen bantu, amb un flux gènic menor de comunitats afroasiàtiques (un 17,7% de gens afroasiàtics trobat en la població mixta hutu/tutsi).

### Alçada
La seva alçada mitjana és de 5 peus i 9 polzades, tot i que els individus s'han registrat com a més alts de 7 peus.

## Història

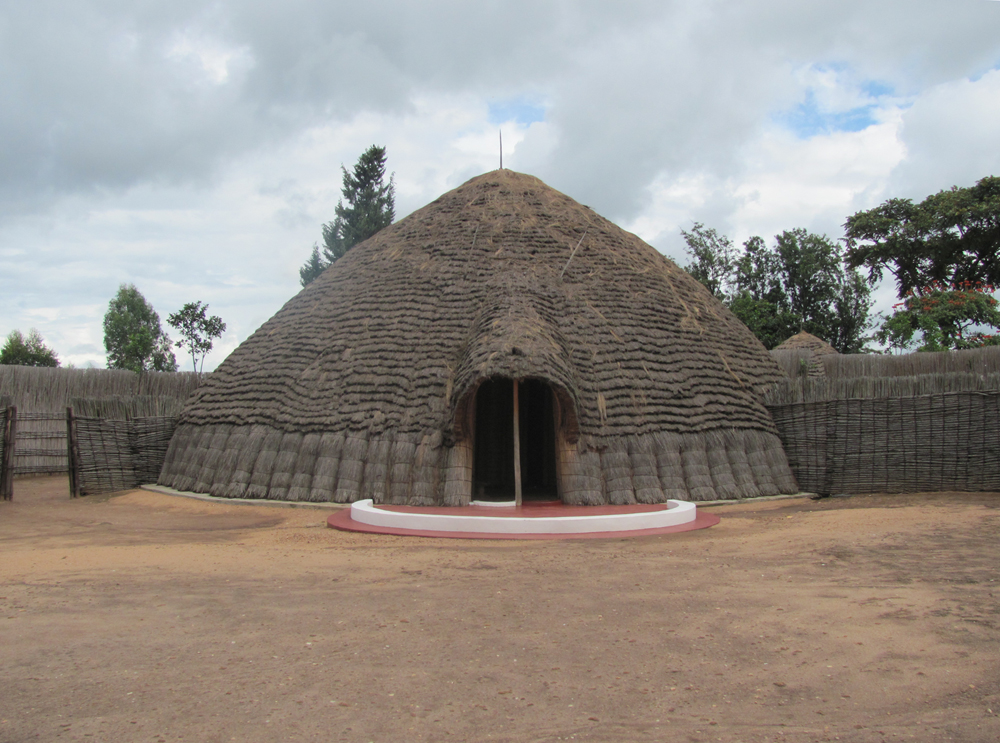
Palau tradicional del rei tutsi a Nyanza

Abans de l'arribada dels invasors, Ruanda havia estat governada per una monarquia dominada pels tutsis després de mitjan 1600. Començant cap a 1880, els missioners catòlics van arribar a la regió dels Grans Llacs. Més tard, quan les forces alemanyes van ocupar la zona durant la Primera Guerra Mundial, el conflicte i els esforços per a la conversió religiosa catòlica es van fer més pronunciats. A mesura que els tutsis resistien la conversió, els missioners només van trobar èxit entre els hutus. En un esforç per premiar la conversió, el govern colonial va confiscar tradicionalment terres tutsis i les va reassignar a tribus hutus.
L'àrea va ser governada com una colònia per part d'Alemanya (abans de la Primera Guerra Mundial) i de Bèlgica. Com que els tutsis havien estat l'elit governamental tradicional, ambdós poders colonials van mantenir aquest sistema i només van permetre que els tutsis fossin educats i participessin en el govern colonial. Aquestes polítiques discriminatòries van generar ressentiment.
Quan els belgues es van fer càrrec del país, van creure que podien governar millor si seguien identificant les diferents poblacions. A la dècada de 1920, van obligar les persones a identificar-se amb un grup ètnic determinat i, per tant, les van classificar segons els censos.
El 1959, Bèlgica va revertir la seva postura i va permetre a la majoria hutu assumir el control del govern amb eleccions universals després de la independència. Això reflectia en part la política domèstica interna belga, en la qual la discriminació contra la majoria hutu es considerava similar a l'opressió a Bèlgica derivada del conflicte flamenc-való i la democratització i apoderament dels hutus es veia com una resposta justa a la dominació tutsi. Les polítiques belgues vacil·laren i van variar considerablement durant aquest període fins a la independència de Burundi i la Guerra Civil de Burundi i Ruanda.

### Independència de Ruanda i Burundi (1962)
La majoria hutu a Ruanda es va revoltar contra els tutsis i va aconseguir prendre el poder. Molts tutsis va fugir i van crear comunitats d'exiliats a Uganda i Tanzània. Des de la independència de Burundi, els tutsis extremistes van arribar al poder i van oprimir als hutus, especialment als que eren instruïts. Llurs accions van provocar la mort de 200.000 hutus. La discriminació des del període colonial va continuar pels diferents governs ruandesos i burundians, inclosos els documents d'identitat que distingien tutsis i hutus.
Una part molt minoritària dels tutsis es consideren jueus.

### Genocidi de Burundi (1993)
El 1993, el primer president elegit democràticament a Burundi, Melchior Ndadaye, un hutu, va ser assassinat pels oficials tutsis, igual que la persona que tenia dret a succeir-lo sota la constitució. Això va provocar un genocidi a Burundi entre les estructures polítiques hutus i els militars tutsis, en el qual "possiblement fins a 25.000 tutsis" van ser assassinats pels primers i "almenys més" van ser assassinats pels darrers. Des del 2000 el procés de pau d'Arusha, avui a Burundi la minoria tutsi comparteix el poder d'una manera més o menys equitativa amb la majoria hutu. Tradicionalment, els tutsis tenien més poder econòmic i controlaven l'exèrcit.

### Genocidi de Ruanda (1994)

Bandera del Front Patriòtic Ruandès liderat per tutsis

A Ruanda es va produir un patró d'esdeveniments similar, però els hutus van arribar al poder el 1962. Alhora sovint oprimien als tutsis, que van fugir del país. Després de la violència antitutsi de Ruanda, al voltant de 1959-1961, els tutsis van fugir en gran nombre.
Aquests comunitats d'exiliats tutsis van donar lloc als moviments rebels tutsis. El Front Patriòtic Ruandès, majoritàriament format per tutsis exiliats que vivien sobretot a Uganda, va atacar Ruanda el 1990 amb la intenció d'alliberar-la. El FPR va tenir experiència en la guerra irregular organitzada de la Guerra Civil ugandesa i va obtenir molt de suport del govern d'Uganda. L'avanç inicial del FPR va ser detingut per l'enviament d'armes franceses al govern de Ruanda. Els intents de pau van culminar amb els Acords d'Arusha.
L'acord es va trencar després de l'assassinat dels presidents ruandès i burundià, que va provocar la represa de les hostilitats i l'inici del genocidi ruandès de 1994, en què els hutus, llavors en el poder, van matar entre 500.000 i 1.000.000 de persones, en bona part d'origen tutsi. Victoriós després del genocidi, el FPR va arribar al poder el juliol de 1994.

## Idioma
Els tutsis parlen rwanda-rundi com a llengua materna. És membre del subgrup bantu de la família nigerocongolesa. El rwanda-rundi se subdivideix en els dialectes kinyarwanda i kirundi, que s'han normalitzat com a idiomes oficials de Burundi i Ruanda. El rwanda-rundi també és parlat com a llengua materna per hutus i twa. A més, molts tutsis parlen francès, la tercera llengua oficial de Ruanda i Burundi, com a llengua franca. Els hima parlen el mateix idioma, però anomenen la seva llengua hima.

## Cultura

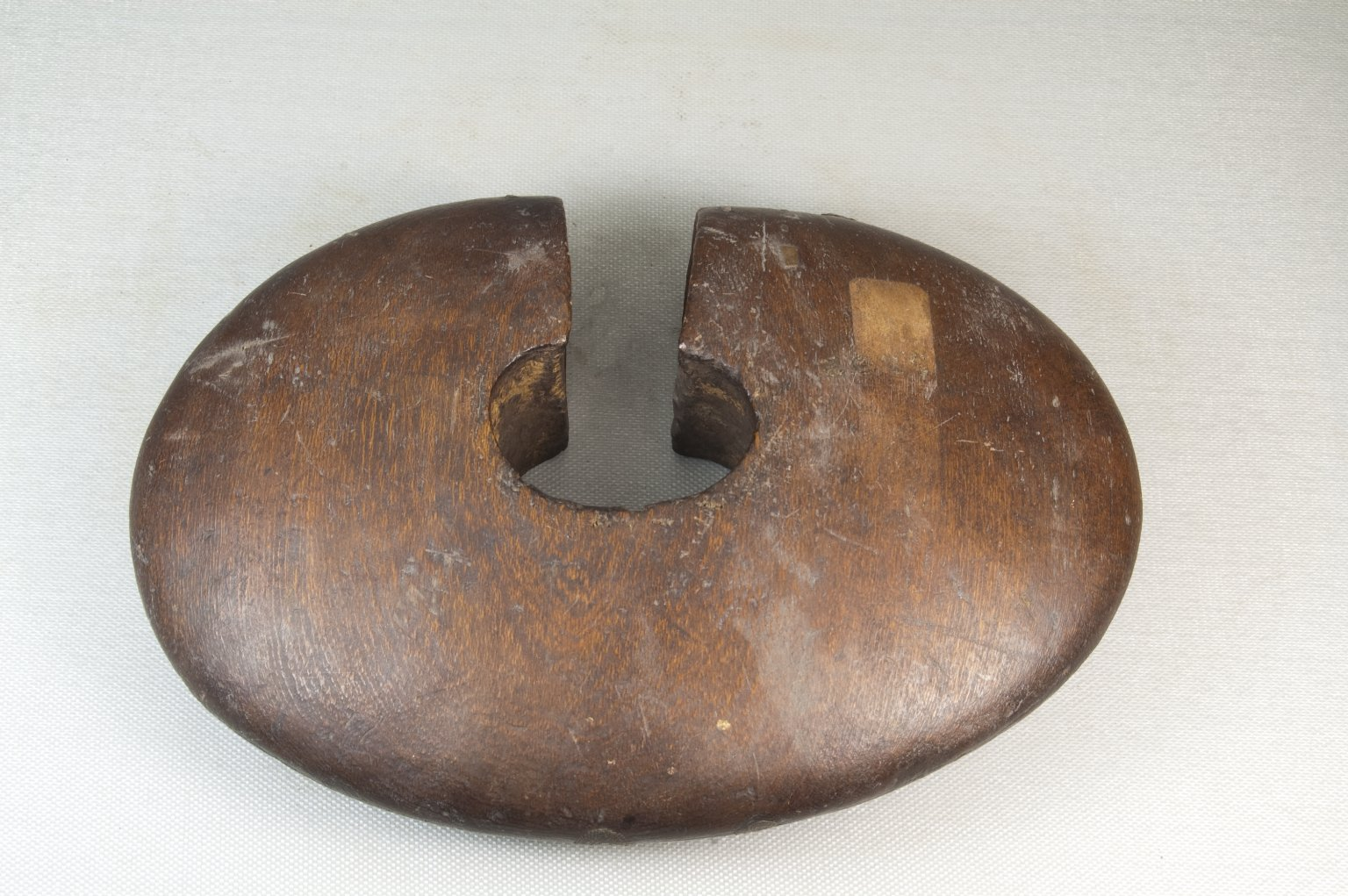
Un xiulet de guàrdia tradicional tutsi (igitembe)

Al territori de Ruanda, des del segle xv fins a 1961, els tutsis eren governats per un rei (el mwami). Bèlgica va abolir la monarquia en resposta a l'activisme hutu, després del referèndum nacional que va conduir a la independència. Per contra, a la part nord-oest de l'estat (predominantment hutu), els grans propietaris regionals compartien poder, similar a la societat Buganda (en el que ara és Uganda).
Sota el seu rei sagrat, la cultura tutsi tradicionalment girava a l'entorn de l'administració de justícia i govern. Són els únics propietaris de bestiar boví, i es mantenen amb els seus propis productes. A més, el seu estil de vida els va proporcionar molt de temps d'oci, van conrear les arts de la poesia, el teixit i la música. A causa de l'estatus dels tutsis com a minoria dominant respecte dels agricultors hutus i els altres habitants locals, aquesta relació s'ha comparat amb la dels senyors i els servents de l'Europa feudal.

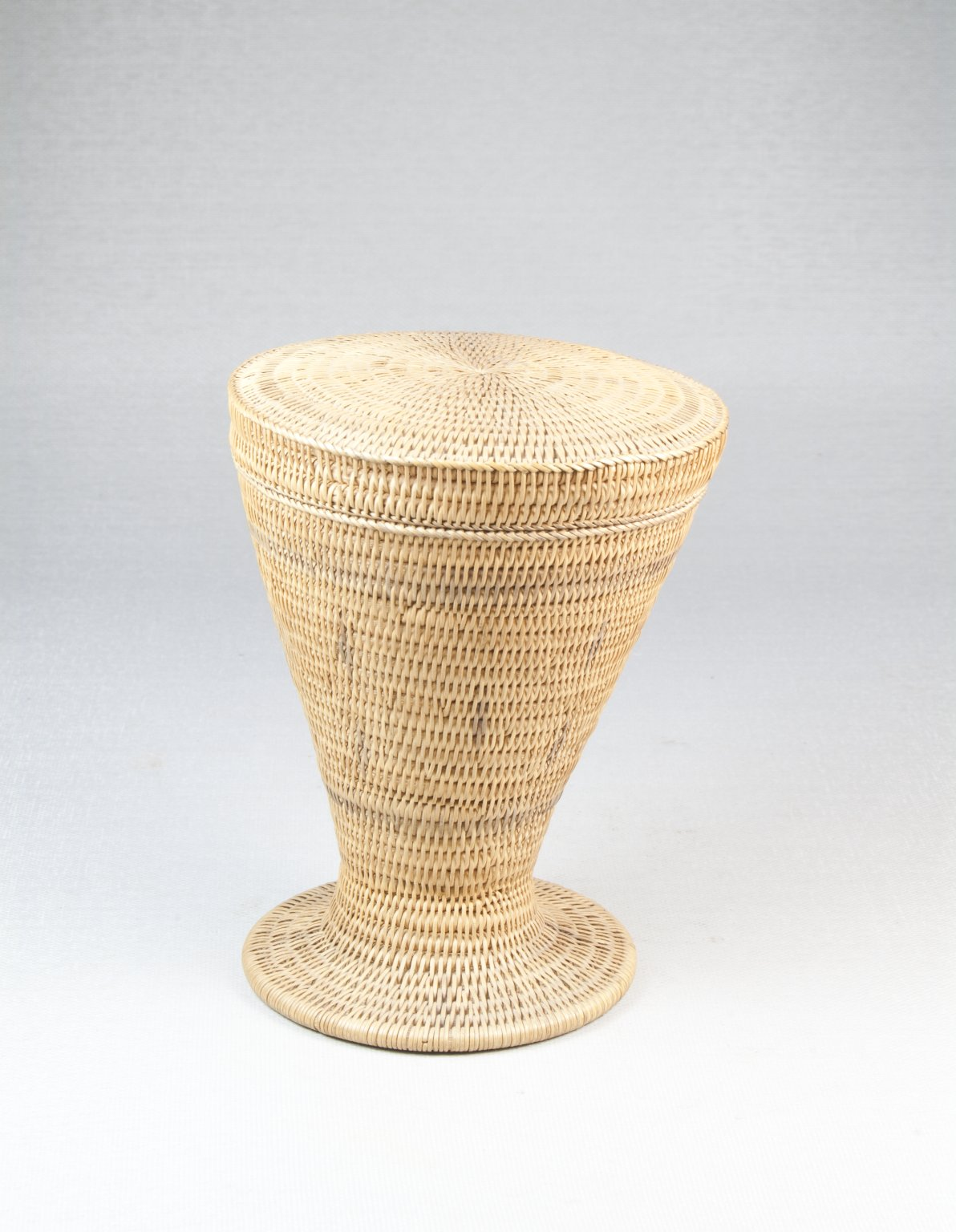
Cistella tradicional tutsi

Segons Fage (2013) els tutsis estan relacionats serològicament amb poblacions bantua i nilòtiques. A la vegada, es descarta un possible origen cuixític per a la classe dominant fundadora tutsi-hima als regnes lacustres. Tanmateix, els costums reials d'aquests últims regnes són molt semblants als practicats pels antics estats cuixítics sidama al sud de la regió de Gibe d'Etiòpia. Per contra, les poblacions bantus al nord dels tutsi-hima de Kenya eren fins a temps moderns essencialment sense rei, mentre que hi havia una sèrie de regnes bantus al sud dels tutsi-hima a Tanzània, tots els quals compartien el patró de prefectura tutsi-hima. Atès que els reialmes cuixítics Sidama van interactuar amb grups nilòtics, Fage proposa que els tutsis hagin descendit d'una d'aquestes poblacions migrants nilòtiques. Els avantpassats nilòtics dels tutsis podrien haver servit en temps anteriors com a intermediaris culturals, adoptant algunes tradicions monàrquiques dels regnes cuixítics adjacents i posteriorment prenent els costums prestats al sud amb ells quan es van establir per primera vegada entre els bantus autòctons a la regió dels Grans Llacs.
No obstant això, es pot determinar poca diferència entre les cultures actuals dels tutsis i hutus; tots dos grups parlen la mateixa llengua bantu. La taxa de matrimonis entre els dos grups era tradicionalment molt alta, i les relacions eren amistoses fins al segle xx. Molts estudiosos han conclòs que la determinació dels tutsis era i és principalment una expressió de classe o casta, més que no pas d'ètnia.
Com s'ha assenyalat anteriorment, els estudis d'ADN mostren clarament que els pobles estan més relacionats entre si que amb grups remots.

## Tutsi congolesos
Hi ha essencialment dos grups de tutsis al Congo (RDC). Hi ha els banyamulenges que viuen al sud de Kivu del Sud. Són descendents de pastors migrants ruandesos, burundians i tanzans. I en segon lloc, hi ha tutsis a Kivu del Nord i Kalehe, a Kivu del Sud, formant part de la comunitat banyarwanda (hutu i tutsi). Aquests no són banyamulenges. Alguns d'aquests banyarwanda són descendents de pobles que van viure molt abans del govern colonial a Rutshuru, sobre el que actualment és el territori congolès. Uns altres van emigrar o van ser "trasplantats" pels invasors belgues de Rutshuru o de Ruanda, i es van establir a Masisi, a Kivu del Nord i Kalehe, a Kivu del Sud.